# Дяченко Михайло Васильович
Миха́йло Васи́льович Дяче́нко (псевдо: «Гомін», «Марко Боєслав»; 25 березня 1910, с. Боднарів, нині Калуський район, Івано-Франківська область — 23 лютого 1952, с. Дзвиняч, нині Івано-Франківський район, Івано-Франківська область) — український військовий та політичний діяч, член Української Головної Визвольної Ради (УГВР), референт пропаганди Карпатського краю, чоловий поет УПА, ідеолог, публіцист та пропагандист українського збройного підпілля ОУН-УПА. Редактор підпільного часопису «Чорний ліс» (1947—1950). Лицар Срібного Хреста Заслуги (1948).

## Життєпис
Михайло Дяченко народився 25 березня 1910 року в с. Боднарові Станиславівського повіту. Був четвертою й останньою дитиною в селянській родині Василя та Марії Дяченків.
Коли Михайлу виповнилося два роки, померла мати, а в десятирічному віці він залишився круглим сиротою. Батьків хлопцеві замінив старший брат Микола — слухач Української сільськогосподарської академії у Подєбрадах. Брат Микола зіграв значну роль у житті Михайла — він ще у дитинстві помітив у ньому поетичне обдарування, став першим слухачем і пошановувачем його віршів, привозив книжки зі Львова та Подєбрад. Завдяки братові Миколі, Михайло вступив до української гімназії в місті Станиславові. Усе своє життя Марко Боєслав із вдячністю згадував брата і присвятив йому вірш «Спомин», що увійшов до поетичної збірки «В хоробру путь» (1947).
У гімназійні роки Михайло був членом багатьох громадських товариств у рідному селі: читальні «Просвіти», «Рідної школи», «Сільського господаря». Стає членом «Пласту», захоплюється спортом. Очолює місцеве спортивно-патріотичне «товариство Сокіл».
По закінченні Станиславівської української гімназії у 1930, Михайло Дяченко вступає на правничий факультет Львівського університету. Далі підпільна діяльність чергувалася з ув'язненнями. Навчання з жовтня 1938 р. на Львівських вищих торгівельних курсах перервали арешт 15.02.1939 і ув'язнення. 
Перед вступом радянських військ до Станиславова 18 вересня 1939 року, Михайло Дяченко втік із залишеної поляками тюрми. Пізнього вечора пробирається у рідне село, аби попрощатися із братом. Того ж вечора він покидає Боднарів і нелегально виїжджає на Холмщину, рятуючись від нових репресій та переслідувань.
Період еміграції на Холмщині тривав із вересня 1939 по листопад 1941. Там навчав сільських дітей рідної мови та історії України, заснував драматичний гурток. Під час вистави «Невольник» в селі Волосковоля познайомився із Марією Савчук, з якою одружився 23 листопада 1941 року.

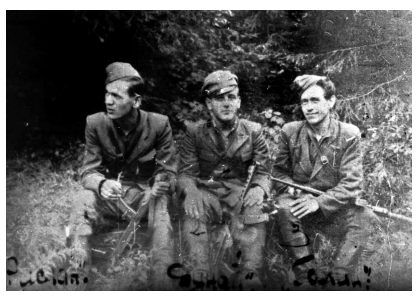
Володимир Кузь-«Руслан», Богдан Трач-«Дунай», Михайло Дяченко-«Гомін»

Під час німецької окупації (листопад 1941 — вересень 1944), Дяченко перебував у рідному селі Боднарові, куди переїхав із сім'єю після одруження, працював у Станиславі в товаристві “Сільський господар”.
Останні 8 років життя провів у рядах повстанців. Востаннє Марка Боєслава родичі бачили в жовтні 1950 року за селом Завадка біля Калуша. В короткій розмові з племінницею він повідомив, що його загін рушає до Чехословаччини. Проте, як стало відомо через чотири десятиліття, кілька сотень УПА тоді не перетнули радянсько–чехословацький кордон і, повернувшись на Прикарпаття, невеликими групами осіли в лісових масивах.
23 лютого 1952 року в урочищі Хубена біля с. Дзвиняч Солотвинського району Станіславської (нині Івано-Франківської) області під час планової чекістсько-військової операції з розшуку учасників українського підпілля одна з військових груп Управління МДБ у Станіславській області вийшла на бункер з відкритим люком, з якого підпільники вели спостереження за місцевістю. Підпільники пізно помітили військовослужбовців, які підходили до бункера, і, не маючи можливості втекти, відкрили вогонь та поранили одного з солдатів. Бункер одразу ж був оточений та блокований з усіх боків. Підпільники викинули кілька гранат, спалили та порвали чимало документів, а потім, не бажаючи здаватися живими, застрелились.
Із бункера було витягнуто тіла семи вбитих підпільників ОУН, в одному з них був упізнаний відомий поет Михайло Дяченко (Марко Боєслав).
За даними МДБ УРСР, 23 лютого 1952 р. в бункері разом з М. Дяченком загинули:
— керівник Солотвинського районового проводу ОУН Онуфряк Онуфрій Васильович — «Орест» («Деркач»), 1927 р. народження, уродженець с. Зелена Надвірнянського району Станіславської області, підпільник від 1944 р.
 — Янишевський Михайло Іванович — «Вихор» («Яструб», «Мисько»), 1927 р. народження, уродженець с.Жураки Солотвинського району Станіславівської області, підпільник від 1944 р.
 — Дрогомирецький Михайло Федорович — «Захар», 1930 р. народження, уродженець с. Боднарів Калуського району Станіславської області, учасник охорони М.Дяченка.
 — Фесюк Михайло Петрович — «Чумак», 1928 р. народження, уродженець с.Жураки Солотвинського району Станіславської області, підпільник від 1949 р.
 — Свідрук Марта Іванівна — «Марійка», 1928 р. народження, уродженка м. Надвірної Станіславської області, сестра члена СБ Солотвинського районового проводу ОУН Свідрука Мирона Івановича — «Вільшенка», убитого 19 лютого 1952 р.
 — «Сміливий», уродженець с.Підпечери Станіславського району Станіславської області, охоронець М.Дяченка.
Вивезені тіла повстанців знайдено після падіння СРСР. Під час ексгумації останки Дяченка-Боєслава впізнали за срібною коронкою зуба, вставленою Михайлові ще в юності. 1992 року героїв урочисто перепоховали в Солотвині.

## Політична діяльність
Будучи студентом, у 1930 році стає членом ОУН. Після арешту Олекси Луцького 28 вересня 1933 року очолював осередок ОУН у Боднарові.
Політв'язень польських тюрем у 1934–1935 та 1937–1939 роках.
17 червня 1937 року Дяченка заарештовано і відправлено до станиславівської тюрми, в якій він перебував півроку. 23 березня 1939 року знову заарештований за громадсько-політичну діяльність.
У 1945–1950 роках поет працював у відділі пропаганди Карпатського краю ОУН. Одночасно редагував підпільний часопис «Шлях Перемоги», що почав виходити з 1 травня 1945 року. У 1950–1952 роках Михайло Дяченко — крайовий референт пропаганди УПА.

## Літературна діяльність
У гімназійні роки в Дяченка прокидається потяг до літературної творчості. Він пише вірші, бере участь у літературних вечорах. Упродовж 1930-х років Михайло Дяченко видає одну за одною поетичні збірки «Іскри» (1936), «Юні дні» (1938), «Село» (1939), публіцистичну збірку «Земля плаче» (1936). Дебют молодого поета відразу привернув до себе увагу критиків, які були неодностайні у своїх оцінках. Одні схвалювали, інші не приймали твори Михайла Дяченка.
У 1940—1941 роках, перебуваючи на Холмщині, в молодіжних журналах «Дорога» і «Малі друзі», що їх видавало «Українське видавництво» з Кракова, публікував нові твори.
Тоді ж написав збірку поезій «Вони прийдуть», що вийшла друком 1941 року у видавництві «Пробоєм» у Празі.
Невеличкою збіркою поезій «За волю» (1945) розпочинається підпільна творчість Михайла Дяченка, який більше відомий у 1945—1952 роках під літературним псевдонімом «Марко Боєслав».
У 1946–1949 роках з-під пера Марка Боєслава вийшло чимало віршів на повстанську тематику, що склали такі збірки: «Непокірні слова», «Вітчизна кличе», «Протест», «В хоробру путь», «Із днів боротьби», «Хай слава луна» та інші. Писав Марко Боєслав і прозою. Його новели, оповідання, публіцистичні твори друкувалися у підпільних газетах та журналах «Шлях перемоги», «За Україну!», «На чатах», «Чорний ліс». У 4—5 числах журналу «Чорний ліс» 1948 року було вміщено нарис Марка Боєслава «Підполковник Михайло Медвідь».
За літературно-журналістську та пропагандистську діяльність Дяченко-Боєслав був нагороджений у серпні 1948 року Срібним Хрестом Заслуги.
Досить цікавим фактом є те, що пісню, яку вважають народною, «Рости, рости Черемшино» написав саме Марко Боєслав для своєї друкарки Свідрук Марти (псевдо: «Черемшина»).

## Спадщина. Дослідження

Меморіальна дошка Михайлу Дяченку на фасаді будівлі колишньої Станиславівської гімназії

У 1951 році за кордоном вийшла книжка Дяченка «Непокірні слова», що зібрала всі відомі підпільні збірки. 1960 року в Турині вийшла в перекладі італійською мовою книжка вибраних підпільних поезій Дяченка — «Сором за боягузливе покоління». Вірші переклав Сильвестер Татух, а передмову написав літературознавець Армандо Капрі.
Про Дяченка знято шестисерійний фільм під назвою «Сталеві струни Марка Боєслава» (режисер — краєзнавець Зіновій Бойчук).
На початку 2010 року на межі Галицького та Калуського районів розкопаний архів Михайла Дяченка. Про це повідомили 16 січня краєзнавець Зіновій Бойчук та правнук поета Михайло Ліщинський, які займалися пошуком і розкопками. Більшість матеріалу в архіві виявилася зашифрованою і потребує обробки. Серед речей знайдений «Збірник ідеологічно-вишкільних матеріалів» з власноручними виправленнями та коментарями Михайла Дяченка.
У 2011 році побачила світ книга вибраних творів Марка Боєслава «Сталь без іржі». Видання здійснено Рівненським міським об'єднанням всеукраїнського товариства «Просвіта» імені Тараса Шевченка за підтримки Товариства української мови ім. Т.Шевченка в США.

## Вшанування пам'яті

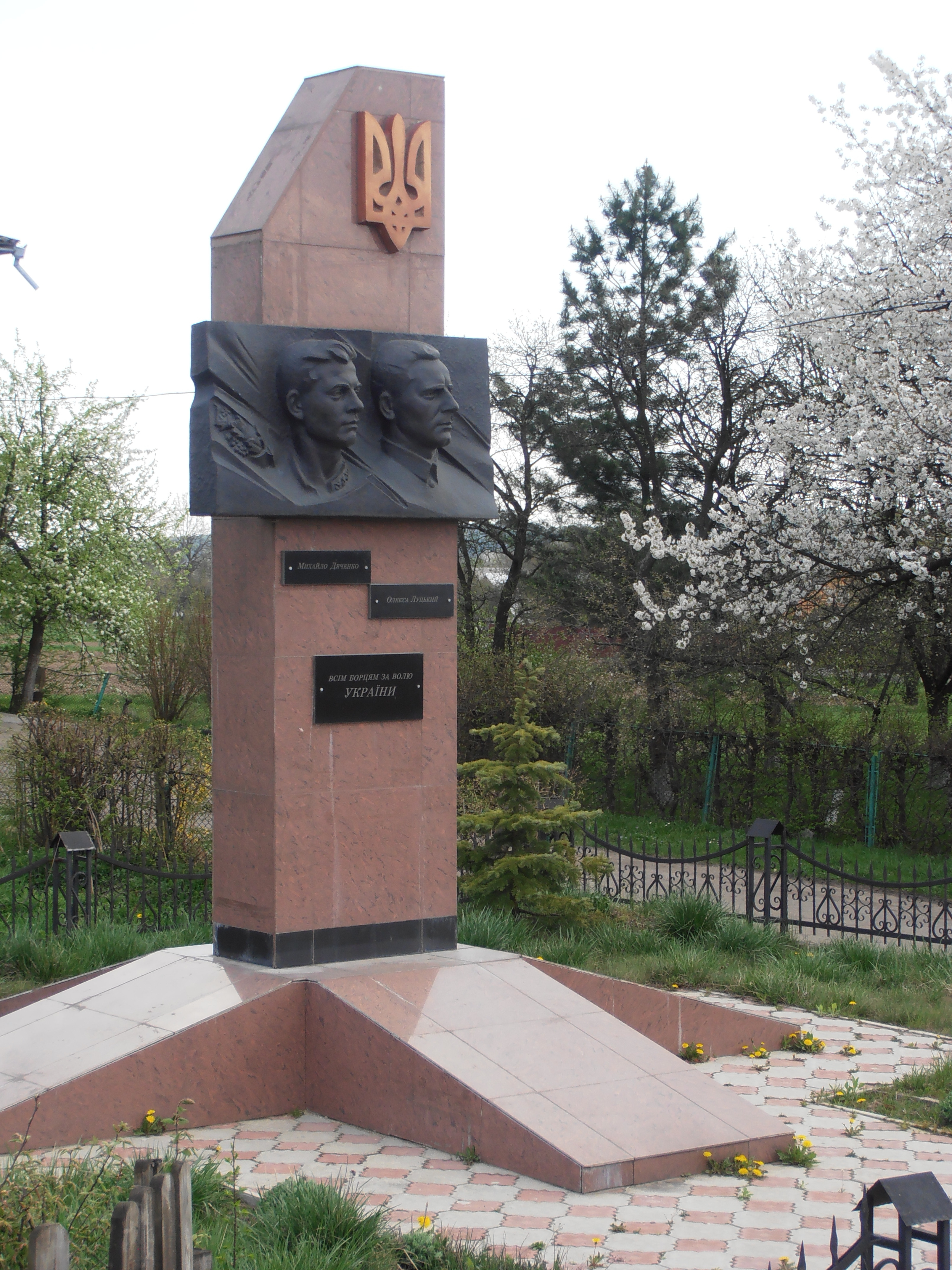
Пам'ятник Олександру Луцькому і Михайлу Дяченку

Односельці поставили в центрі Боднарова пам'ятник роботи Ігоря Семака Михайлу Дяченку (та його побратиму-однолітку Олексі Луцькому) і назвали його іменем вулицю.
Також і на його честь названа в Калуші «вулиця Братів Дяченків».
У 1995 р. в Івано-Франківську названа «вулиця Боєслава».